# Patrick Kerr
Patrick Kerr (Wilmington, Delaware; 23 de enero de 1956) es un actor estadounidense. Es más conocido por su papel como Noel Shempsky en Frasier. Kerr ha aparecido en Curb Your Enthusiasm como un pianista ciego y conocido de Larry, en ER como un paciente que fue atacado por un grupo de chicas, y en Seinfeld como un empleado de New York Yankees que George lo desquicia. Otra aparición importante en la carrera de Kerr fue en Law & Order, The Drew Carey Show, 3rd Rock from the Sun, Will & Grace, Friends y su spin-off Joey.
También esta activo en el teatro americano, apareciendo en producciones en California Shakespeare Theater, South Coast Repertory, y Berkeley Rep, entre otros.
En 2007, apareció en el film Random Acts of Kindness, Die Hardly Working, Anklebiters, Girl Trouble, Time Upon A Once, y The Losers que fueron producidas durante el reality show On the Lot.
Actualmente está interpretando a Zazu en The Lion King en Mandalay Bay en Las Vegas.